# Olympisch kwalificatietoernooi schaatsen Nederland 2022
Het Nederlands kwalificatietoernooi voor het schaatsen op de Olympische Spelen 2022, ook wel aangeduid als het Olympisch kwalificatietoernooi (OKT) werd van 26 t/m 30 december 2021 in Thialf verreden.
Behalve voor de Olympische Spelen worden ook de selecties voor de Europese kampioenschappen schaatsen 2022, de wereldkampioenschappen schaatsen sprint 2022, de wereldkampioenschappen schaatsen allround 2022 (gedeeltelijk) aan de hand van dit toernooi bepaald. 

## Selectiecriteria
Volgens de toelatingsregels van het Internationaal Olympisch Comité mogen er maximaal negen mannen en negen vrouwen per land worden afgevaardigd naar de Spelen indien een land het maximum aantal quotaplaatsen binnenhaalt. Bij de wereldbekerwedstrijden voorafgaand aan het OKT werd op alle afstanden het maximum aantal startplekken verdiend, ook plaatsten beide achtervolgingsteams en twee rijders en rijdsters op de massastart zich. 

### Prestatiematrix
Er was van tevoren een 'prestatiematrix' opgesteld om de selectievolgorde te bepalen indien er meer dan negen schaatsers zich plaatsen voor de olympische selectie. De prestatiematrix bepaalt welke plaatsen (en daarmee welke schaatsers) prioriteit hebben. De prestatiematrix is opgesteld door Ortec Sport op basis van een advies van de Rijksuniversiteit Groningen. De prestatiematrix is voor het eerst gebruikt in 2014.

### Startplekken per afstand
| Startplekken per afstand | Startplekken per afstand | Startplekken per afstand | Startplekken per afstand | Startplekken per afstand | Startplekken per afstand | Startplekken per afstand | Startplekken per afstand |
|                          | 500 m                    | 1.000 m                  | 1.500 m                  | 3.000 m                  | 5.000 m                  | 10.000 m                 | Massastart               |
| ------------------------ | ------------------------ | ------------------------ | ------------------------ | ------------------------ | ------------------------ | ------------------------ | ------------------------ |
| Mannen                   | 3                        | 3                        | 3                        | -                        | 3                        | 2                        | 2                        |
| Vrouwen                  | 3                        | 3                        | 3                        | 3                        | 2                        | -                        | 2                        |

## Tijdschema
| Programma             |                     |                                       |
| Datum                 | Aanvang             | Onderdeel                             |
| zondag 26 december    | 14.00 uur 14.45 uur | 1000 meter vrouwen 5000 meter mannen  |
| maandag 27 december   | 17.25 uur 18.07 uur | 500 meter mannen 3000 meter vrouwen   |
| dinsdag 28 december   | 16.30 uur 17.10 uur | 500 meter vrouwen 10.000 meter mannen |
| woensdag 29 december  | 18.20 uur 19.14 uur | 1500 meter vrouwen 1000 meter mannen  |
| donderdag 30 december | 17.55 uur 19.06 uur | 5000 meter vrouwen 1500 meter mannen  |

## Deelnemers
Schaatsers konden zich via het WK afstanden van 2021, het Daikin NK Afstanden 2022, de Holland Cup #3 2021 in Alkmaar, op basis van tijd of middels een aanwijsplek kwalificeren voor het OKT. Voor de uitgebreide kwalificatie-eisen en deelnemers zie: Olympisch kwalificatietoernooi schaatsen Nederland 2022 (kwalificatie).
| Afstand                         | Aantal deelnemers |
| ------------------------------- | ----------------- |
| 500 meter                       | 20/22* rijders    |
| 1000 meter                      | 20 rijders        |
| 1500 meter                      | 20 rijders        |
| 3000 meter (v) 5000 meter (m)   | 16 rijders        |
| 5000 meter (v) 10.000 meter (m) | 12 rijders        |

*De SCL heeft een extra rit toegevoegd aan de 500 meter mannen vanwege de selectiewedstrijd voor het ISU WK Sprint 2022.

## Uitslagen

### Mannen
Bij de mannen waren zestien startplekken voor maximaal negen schaatsers voor het schaatsen op de Olympische Winterspelen 2022 te verdienen. Verder werden twee startplekken voor de wereldkampioenschappen schaatsen allround 2022 verdeeld aan de hand van een klassement over de 1500 en 5000 meter, plus twee startplekken voor de wereldkampioenschappen schaatsen sprint 2022 aan de hand van een klassement over de 500 meter en de 1000 meter. Bovendien worden startplekken verdeeld voor de Europese kampioenschappen schaatsen 2022 in Heerenveen.

#### 5000 meter
| #  | Schaatser        | Ploeg                     | Tijd    |
| -- | ---------------- | ------------------------- | ------- |
| 1  | Patrick Roest    | Team Jumbo-Visma          | 6.08,64 |
| 2  | Jorrit Bergsma   | Team Zaanlander           | 6.11,14 |
| 3  | Sven Kramer      | Team Jumbo-Visma          | 6.12,29 |
| 4  | Marcel Bosker    | Team Jumbo-Visma          | 6.13,60 |
| 5  | Beau Snellink    | Team Jumbo-Visma          | 6.15,81 |
| 6  | Kars Jansman     | Team Jumbo-Visma          | 6.17,20 |
| 7  | Jan Blokhuijsen  | Team IKO                  | 6.21,83 |
| 8  | Bart Hoolwerf    | Team Jumbo-Visma          | 6.24,34 |
| 9  | Jos de Vos       | Team Zaanlander           | 6.25,39 |
| 10 | Lex Dijkstra     | Team Worldstream-Corendon | 6.25,84 |
| 11 | Mats Stoltenborg | Team Jumbo-Visma          | 6.27,65 |
| 12 | Chris Huizinga   | Team Jumbo-Visma          | 6.30,34 |
| 13 | Victor Ramler    | Team Zaanlander           | 6.32,06 |
| 14 | Yves Vergeer     | Team IKO                  | 6.32,82 |
| 15 | Bart Mol         | Team Skat4AIR             | 6.32,86 |
| 16 | Marwin Talsma    | Team FrySk                | 6.42,49 |

| #  | Afstand    | Nr. | Schaatser      |
| -- | ---------- | --- | -------------- |
| 1  | 1.000 m    | 1e  |                |
| 2  | 5.000 m    | 1e  | Patrick Roest  |
| 3  | 1.500 m    | 1e  |                |
| 4  | 1.000 m    | 2e  |                |
| 5  | 10.000 m   | 1e  |                |
| 6  | massastart | 1e  |                |
| 7  | 1.500 m    | 2e  |                |
| 8  | 500 m      | 1e  |                |
| 9  | 1.000 m    | 3e  |                |
| 10 | 1.500 m    | 3e  |                |
| 11 | 5.000 m    | 2e  | Jorrit Bergsma |
| 12 | 10.000 m   | 2e  |                |
| 13 | 500 m      | 2e  |                |
| 14 | 5.000 m    | 3e  | Sven Kramer    |
| 15 | 500 m      | 3e  |                |

#### 500 meter
| #  | Schaatser             | Ploeg                     | 1e 500m  | 2e 500m  | Beste tijd |
| -- | --------------------- | ------------------------- | -------- | -------- | ---------- |
| 1  | Merijn Scheperkamp    | Team Jumbo-Visma          | 34,640   | 34,452   | 34,452     |
| 2  | Dai Dai N'tab         | Team Jumbo-Visma          | 34,531   | 34,639   | 34,531     |
| 3  | Kai Verbij            | Team Jumbo-Visma          | 34,570   | DNF      | 34,570     |
| 4  | Thomas Krol           | Team Jumbo-Visma          | 34,699   | DNS      | 34,699     |
| 5  | Ronald Mulder         | Team Reggeborgh           | 34,746   | 34,925   | 34,746     |
| 6  | Kjeld Nuis            | Team Reggeborgh           | 35,041   | 34,811   | 34,811     |
| 7  | Tijmen Snel           | Team Jumbo-Visma          | 34,826   | 34,827   | 34,826     |
| 8  | Hein Otterspeer       | Team Reggeborgh           | DQ       | 34,897   | 34,897     |
| 9  | Serge Yoro            | Team Jumbo-Visma          | 35,172   | 34,980   | 34,980     |
| 10 | Gijs Esders           | Team Reggeborgh           | 35,127   | 34,993   | 34,993     |
| 11 | Thomas Geerdinck      | Team Worldstream-Corendon | 35,232   | 35,031   | 35,031     |
| 12 | Janno Botman          | Team Reggeborgh           | 35,098   | 35,051   | 35,051     |
| 13 | Jesper Hospes         | Gewest Friesland          | 35,231   | 35,213   | 35,213     |
| 14 | Stefan Westenbroek    | Team Reggeborgh           | 35,257   | 35,284   | 35,257     |
| 15 | Lennart Velema        | Team IKO                  | 35,297   | 35,273   | 35,273     |
| 16 | Aron Romeijn          | Team IKO                  | 35,304   | 35,352   | 35,304     |
| 17 | Joep Wennemars        | TalentNED                 | 35,507   | 35,393   | 35,393     |
| 18 | Joost van Dobbenburgh | Team Jumbo-Visma          | 35,497   | 1.17,265 | 35,497     |
| 19 | Armand Broos          | KNSB Talent Team Zuidwest | 35,757   | 35,539   | 35,539     |
| 20 | Sebas Diniz           | TalentNED                 | 1.09,292 | 35,617   | 35,617     |
| 21 | Elwin Jongman         |                           | 35,625   | DNS      | 35,625     |
| 22 | Thijs Govers          | Selectie KNSB Gelderland  | 36,220   | 36,141   | 36,141     |

| #  | Afstand    | Nr. | Schaatser          |
| -- | ---------- | --- | ------------------ |
| 1  | 1.000 m    | 1e  |                    |
| 2  | 5.000 m    | 1e  | Patrick Roest      |
| 3  | 1.500 m    | 1e  |                    |
| 4  | 1.000 m    | 2e  |                    |
| 5  | 10.000 m   | 1e  |                    |
| 6  | massastart | 1e  |                    |
| 7  | 1.500 m    | 2e  |                    |
| 8  | 500 m      | 1e  | Merijn Scheperkamp |
| 9  | 1.000 m    | 3e  |                    |
| 10 | 1.500 m    | 3e  |                    |
| 11 | 5.000 m    | 2e  | Jorrit Bergsma     |
| 12 | 10.000 m   | 2e  |                    |
| 13 | 500 m      | 2e  | Dai Dai N'tab      |
| 14 | 5.000 m    | 3e  | Sven Kramer        |
| 15 | 500 m      | 3e  | Kai Verbij         |

#### 10.000 meter
| #  | Schaatser        | Ploeg                     | Tijd     |
| -- | ---------------- | ------------------------- | -------- |
| 1  | Jorrit Bergsma   | Team Zaanlander           | 12.42,39 |
| 2  | Patrick Roest    | Team Jumbo-Visma          | 12.50,84 |
| 3  | Beau Snellink    | Team Jumbo-Visma          | 12.59,75 |
| 4  | Jos de Vos       | Team Zaanlander           | 13.02,59 |
| 5  | Kars Jansman     | Team Jumbo-Visma          | 13.02,95 |
| 6  | Mats Stoltenborg | Team Jumbo-Visma          | 13.03,42 |
| 7  | Marcel Bosker    | Team Jumbo-Visma          | 13.05,52 |
| 8  | Lex Dijkstra     | Team Worldstream-Corendon | 13.15,13 |
| 9  | Victor Ramler    | Team Zaanlander           | 13.33,70 |
| 10 | Bart Mol         | Team Skat4AIR             | 13.37,90 |
| 11 | Bart Hoolwerf    | Team Jumbo-Visma          | 13.39,23 |
| 12 | Yves Vergeer     | Team IKO                  | 13.53,35 |

| #  | Afstand    | Nr. | Schaatser          |
| -- | ---------- | --- | ------------------ |
| 1  | 1.000 m    | 1e  |                    |
| 2  | 5.000 m    | 1e  | Patrick Roest      |
| 3  | 1.500 m    | 1e  |                    |
| 4  | 1.000 m    | 2e  |                    |
| 5  | 10.000 m   | 1e  | Jorrit Bergsma     |
| 6  | massastart | 1e  |                    |
| 7  | 1.500 m    | 2e  |                    |
| 8  | 500 m      | 1e  | Merijn Scheperkamp |
| 9  | 1.000 m    | 3e  |                    |
| 10 | 1.500 m    | 3e  |                    |
| 11 | 5.000 m    | 2e  | Jorrit Bergsma     |
| 12 | 10.000 m   | 2e  | Patrick Roest      |
| 13 | 500 m      | 2e  | Dai Dai N'tab      |
| 14 | 5.000 m    | 3e  | Sven Kramer        |
| 15 | 500 m      | 3e  | Kai Verbij         |

#### 1000 meter
| #  | Schaatser          | Ploeg                     | Tijd    |
| -- | ------------------ | ------------------------- | ------- |
| 1  | Thomas Krol        | Team Jumbo-Visma          | 1.07,24 |
| 2  | Kai Verbij         | Team Jumbo-Visma          | 1.07,48 |
| 3  | Hein Otterspeer    | Team Reggeborgh           | 1.07,52 |
| 4  | Kjeld Nuis         | Team Reggeborgh           | 1.07,64 |
| 5  | Tijmen Snel        | Team Jumbo-Visma          | 1.08,10 |
| 6  | Merijn Scheperkamp | Team Jumbo-Visma          | 1.08,15 |
| 7  | Dai Dai N'tab      | Team Jumbo-Visma          | 1.08,65 |
| 8  | Wesly Dijs         | Team Reggeborgh           | 1.08,69 |
| 9  | Janno Botman       | Team Reggeborgh           | 1.08,88 |
| 10 | Lennart Velema     | Team IKO                  | 1.08,91 |
| 11 | Gijs Esders        | Team Reggeborgh           | 1.08,93 |
| 12 | Joep Wennemars     | TalentNED                 | 1.08,95 |
| 13 | Serge Yoro         | Team Jumbo-Visma          | 1.09,15 |
| 14 | Louis Hollaar      | Team IKO                  | 1.09,22 |
| 15 | Tjerk de Boer      | Team IKO                  | 1.09,54 |
| 16 | Koen Verweij       | Team Worldstream-Corendon | 1.09,65 |
| 17 | Tim Prins          | KNSB Talent Team Noord    | 1.10,09 |
| 18 | Mats Siemons       |                           | 1.10,41 |
| 19 | Ronald Mulder      | Team Reggeborgh           | 1.10,50 |
| 20 | Thomas Geerdinck   | Team Worldstream-Corendon | 1.10,67 |

| #  | Afstand    | Nr. | Schaatser          |
| -- | ---------- | --- | ------------------ |
| 1  | 1.000 m    | 1e  | Thomas Krol        |
| 2  | 5.000 m    | 1e  | Patrick Roest      |
| 3  | 1.500 m    | 1e  |                    |
| 4  | 1.000 m    | 2e  | Kai Verbij         |
| 5  | 10.000 m   | 1e  | Jorrit Bergsma     |
| 6  | massastart | 1e  |                    |
| 7  | 1.500 m    | 2e  |                    |
| 8  | 500 m      | 1e  | Merijn Scheperkamp |
| 9  | 1.000 m    | 3e  | Hein Otterspeer    |
| 10 | 1.500 m    | 3e  |                    |
| 11 | 5.000 m    | 2e  | Jorrit Bergsma     |
| 12 | 10.000 m   | 2e  | Patrick Roest      |
| 13 | 500 m      | 2e  | Dai Dai N'tab      |
| 14 | 5.000 m    | 3e  | Sven Kramer        |
| 15 | 500 m      | 3e  | Kai Verbij         |

#### 1500 meter
| #  | Schaatser          | Ploeg                     | Tijd    |
| -- | ------------------ | ------------------------- | ------- |
| 1  | Kjeld Nuis         | Team Reggeborgh           | 1.43,85 |
| 2  | Thomas Krol        | Team Jumbo-Visma          | 1.43,87 |
| 3  | Tijmen Snel        | Team Jumbo-Visma          | 1.45,16 |
| 4  | Patrick Roest      | Team Jumbo-Visma          | 1.45,30 |
| 5  | Marcel Bosker      | Team Jumbo-Visma          | 1.45,65 |
| 6  | Louis Hollaar      | Team IKO                  | 1.45,69 |
| 7  | Serge Yoro         | Team Jumbo-Visma          | 1.45,89 |
| 8  | Merijn Scheperkamp | Team Jumbo-Visma          | 1.46,18 |
| 9  | Joep Wennemars     | TalentNED                 | 1.46,30 |
| 10 | Tjerk de Boer      | Team IKO                  | 1.46,51 |
| 11 | Wesly Dijs         | Team Reggeborgh           | 1.46,59 |
| 12 | Koen Verweij       | Team Worldstream-Corendon | 1.46,70 |
| 13 | Tim Prins          | KNSB Talent Team Noord    | 1.46,81 |
| 14 | Jan Blokhuijsen    | Team IKO                  | 1.47,06 |
| 15 | Yves Vergeer       | Team IKO                  | 1.47,57 |
| 16 | Chris Huizinga     | Team Jumbo-Visma          | 1.47,73 |
| 17 | Gijs Esders        | Team Reggeborgh           | 1.47,74 |
| 18 | Lex Dijkstra       | Team Worldstream-Corendon | 1.48,06 |
| 19 | Gert Wierda        | Gewest Friesland          | 1.48,57 |
|    | Jordy van Workum   | Jumbo Visma Development   | DQ      |

| #  | Afstand    | Nr. | Schaatser          |
| -- | ---------- | --- | ------------------ |
| 1  | 1.000 m    | 1e  | Thomas Krol        |
| 2  | 5.000 m    | 1e  | Patrick Roest      |
| 3  | 1.500 m    | 1e  | Kjeld Nuis         |
| 4  | 1.000 m    | 2e  | Kai Verbij         |
| 5  | 10.000 m   | 1e  | Jorrit Bergsma     |
| 6  | massastart | 1e  |                    |
| 7  | 1.500 m    | 2e  | Thomas Krol        |
| 8  | 500 m      | 1e  | Merijn Scheperkamp |
| 9  | 1.000 m    | 3e  | Hein Otterspeer    |
| 10 | 1.500 m    | 3e  | Tijmen Snel        |
| 11 | 5.000 m    | 2e  | Jorrit Bergsma     |
| 12 | 10.000 m   | 2e  | Patrick Roest      |
| 13 | 500 m      | 2e  | Dai Dai N'tab      |
| 14 | 5.000 m    | 3e  | Sven Kramer        |
| 15 | 500 m      | 3e  | Kai Verbij         |

### Vrouwen
Bij de vrouwen waren zestien startplekken voor maximaal negen schaatssters voor het schaatsen op de Olympische Winterspelen 2022 te verdienen. Verder werden twee startplekken voor de wereldkampioenschappen schaatsen allround 2022 verdeeld aan de hand van een klassement over de 1500 en 3000 meter, plus twee startplekken voor de wereldkampioenschappen schaatsen sprint 2022 aan de hand van een klassement over de 500 meter en de 1000 meter. Bovendien worden startplekken verdeeld voor de Europese kampioenschappen schaatsen 2022 in Heerenveen.

#### 1000 meter
| #  | Schaatsster        | Ploeg                                 | Tijd    |
| -- | ------------------ | ------------------------------------- | ------- |
| 1  | Jutta Leerdam      | Team Worldstream-Corendon             | 1.14,09 |
| 2  | Antoinette de Jong | Team Jumbo-Visma                      | 1.14,61 |
| 3  | Ireen Wüst         | Team Reggeborgh                       | 1.14,80 |
| 4  | Michelle de Jong   | Team Reggeborgh                       | 1.14,89 |
| 5  | Jorien ter Mors    | Team IKO                              | 1.15,08 |
| 6  | Femke Kok          | Team Reggeborgh                       | 1.15,14 |
| 7  | Marijke Groenewoud | Team Zaanlander                       | 1.15,21 |
| 8  | Suzanne Schulting  | Nationale trainingselectie shorttrack | 1.15,42 |
| 9  | Marrit Fledderus   | Team Reggeborgh                       | 1.15,48 |
| 10 | Letitia de Jong    | Team IKO                              | 1.15,69 |
| 11 | Sanneke de Neeling | Gewest Friesland                      | 1.15,79 |
| 12 | Elisa Dul          | Team Zaanlander                       | 1.15,80 |
| 13 | Helga Drost        | Gewest Friesland                      | 1.15,82 |
| 14 | Isabelle van Elst  | Team Worldstream-Corendon             | 1.15,97 |
| 15 | Myrthe de Boer     | Gewest Friesland                      | 1.16,40 |
| 16 | Esmé Stollenga     | Gewest Friesland                      | 1.16,87 |
| 17 | Pien Smit          | KNSB Talent Team Noordwest            | 1.17,44 |
| 18 | Isabel Grevelt     | KNSB Talent Team Noordwest            | 1.17,45 |
| 19 | Naomi Verkerk      | Team FrySk                            | 1.17,59 |
|    | Gioya Lancee       | Team Worldstream-Corendon             | DQ      |

| #  | Afstand    | Nr. | Schaatsster        |
| -- | ---------- | --- | ------------------ |
| 1  | 5.000 m    | 1e  |                    |
| 2  | massastart | 1e  |                    |
| 3  | 3.000 m    | 1e  |                    |
| 4  | 3.000 m    | 2e  |                    |
| 5  | 500 m      | 1e  |                    |
| 6  | 1.000 m    | 1e  | Jutta Leerdam      |
| 7  | 1.500 m    | 1e  |                    |
| 8  | 5.000 m    | 2e  |                    |
| 9  | 1.500 m    | 2e  |                    |
| 10 | 1.000 m    | 2e  | Antoinette de Jong |
| 11 | 3.000 m    | 3e  |                    |
| 12 | 1.500 m    | 3e  |                    |
| 13 | 1.000 m    | 3e  | Ireen Wüst         |
| 14 | 500 m      | 2e  |                    |
| 15 | 500 m      | 3e  |                    |

#### 3000 meter
| #  | Schaatsster         | Ploeg                     | Tijd    |
| -- | ------------------- | ------------------------- | ------- |
| 1  | Irene Schouten      | Team Zaanlander           | 3.55,65 |
| 2  | Antoinette de Jong  | Team Jumbo-Visma          | 3.57,54 |
| 3  | Carlijn Achtereekte | Team Jumbo-Visma          | 3.59,20 |
| 4  | Merel Conijn        | Team Worldstream-Corendon | 3.59,21 |
| 5  | Joy Beune           | Team Jumbo-Visma          | 3.59,97 |
| 6  | Melissa Wijfje      | Team Zaanlander           | 4.01,87 |
| 7  | Ireen Wüst          | Team Reggeborgh           | 4.02,36 |
| 8  | Reina Anema         | Team Jumbo-Visma          | 4.03,48 |
| 9  | Sanne in 't Hof     | Gewest Friesland          | 4.05,11 |
| 10 | Evelien Vijn        | TalentNED                 | 4.07,35 |
| 11 | Robin Groot         | Team Jumbo-Visma          | 4.08,19 |
| 12 | Jade Groenewoud     | TalentNED                 | 4.09,02 |
| 13 | Aveline Hijlkema    | Team FrySk                | 4.10,02 |
| 14 | Esther Kiel         | Team FrySk                | 4.12,41 |
| 15 | Myrthe de Boer      | Gewest Friesland          | 4.14,78 |
| 16 | Ineke Dedden        | Palet Vastgoedonderhoud   | 4.20,63 |

| #  | Afstand    | Nr. | Schaatsster         |
| -- | ---------- | --- | ------------------- |
| 1  | 5.000 m    | 1e  |                     |
| 2  | massastart | 1e  |                     |
| 3  | 3.000 m    | 1e  | Irene Schouten      |
| 4  | 3.000 m    | 2e  | Antoinette de Jong  |
| 5  | 500 m      | 1e  |                     |
| 6  | 1.000 m    | 1e  | Jutta Leerdam       |
| 7  | 1.500 m    | 1e  |                     |
| 8  | 5.000 m    | 2e  |                     |
| 9  | 1.500 m    | 2e  |                     |
| 10 | 1.000 m    | 2e  | Antoinette de Jong  |
| 11 | 3.000 m    | 3e  | Carlijn Achtereekte |
| 12 | 1.500 m    | 3e  |                     |
| 13 | 1.000 m    | 3e  | Ireen Wüst          |
| 14 | 500 m      | 2e  |                     |
| 15 | 500 m      | 3e  |                     |

#### 500 meter
| #  | Schaatsster        | Ploeg                                 | 1e 500m | 2e 500m | Beste tijd |
| -- | ------------------ | ------------------------------------- | ------- | ------- | ---------- |
| 1  | Femke Kok          | Team Reggeborgh                       | 37,454  | 37,300  | 37,300     |
| 2  | Jutta Leerdam      | Team Worldstream-Corendon             | 37,657  | 37,324  | 37,324     |
| 3  | Michelle de Jong   | Team Reggeborgh                       | 37,872  | 37,537  | 37,537     |
| 4  | Dione Voskamp      | Team Worldstream-Corendon             | 38,346  | 37,684  | 37,684     |
| 5  | Suzanne Schulting  | Nationale trainingselectie shorttrack | 37,795  | 37,825  | 37,795     |
| 6  | Marrit Fledderus   | Team Reggeborgh                       | 38,078  | 37,838  | 37,838     |
| 7  | Selma Poutsma      | Nationale trainingselectie shorttrack | 38,269  | 37,893  | 37,893     |
| 8  | Esmé Stollenga     | Gewest Friesland                      | 37,923  | 38,109  | 37,923     |
| 9  | Helga Drost        | Gewest Friesland                      | 38,006  | 38,230  | 38,006     |
| 10 | Femke Beuling      | Gewest Friesland                      | 38,496  | 38,135  | 38,135     |
| 11 | Isabelle van Elst  | Team Worldstream-Corendon             | 38,751  | 38,235  | 38,235     |
| 12 | Letitia de Jong    | Team IKO                              | 38,237  | 38,278  | 38,237     |
| 13 | Naomi Verkerk      | Team FrySk                            | 38,265  | 38,287  | 38,265     |
| 14 | Sanneke de Neeling | Gewest Friesland                      | 38,346  | 38,639  | 38,346     |
| 15 | Isabel Grevelt     | KNSB Talent Team Noordwest            | 38,774  | 38,720  | 38,720     |
| 16 | Marit van Beijnum  |                                       | 39,050  | 38,927  | 38,927     |
| 17 | Maud Lugters       | Gewest Friesland                      | 39,089  | 39,030  | 39,030     |
| 18 | Gioya Lancee       | Team Worldstream-Corendon             | 39,300  | 39,201  | 39,201     |
| 19 | Pien Smit          | KNSB Talent Team Noordwest            | 39,272  | 39,257  | 39,257     |
| 20 | Chloé Hoogendoorn  |                                       | 39,773  | 39,940  | 39,773     |

| #  | Afstand    | Nr. | Schaatsster         |
| -- | ---------- | --- | ------------------- |
| 1  | 5.000 m    | 1e  |                     |
| 2  | massastart | 1e  |                     |
| 3  | 3.000 m    | 1e  | Irene Schouten      |
| 4  | 3.000 m    | 2e  | Antoinette de Jong  |
| 5  | 500 m      | 1e  | Femke Kok           |
| 6  | 1.000 m    | 1e  | Jutta Leerdam       |
| 7  | 1.500 m    | 1e  |                     |
| 8  | 5.000 m    | 2e  |                     |
| 9  | 1.500 m    | 2e  |                     |
| 10 | 1.000 m    | 2e  | Antoinette de Jong  |
| 11 | 3.000 m    | 3e  | Carlijn Achtereekte |
| 12 | 1.500 m    | 3e  |                     |
| 13 | 1.000 m    | 3e  | Ireen Wüst          |
| 14 | 500 m      | 2e  | Jutta Leerdam       |
| 15 | 500 m      | 3e  | Michelle de Jong    |

#### 1500 meter
| #  | Schaatsster        | Ploeg                      | Tijd    |
| -- | ------------------ | -------------------------- | ------- |
| 1  | Antoinette de Jong | Team Jumbo-Visma           | 1.53,62 |
| 2  | Ireen Wüst         | Team Reggeborgh            | 1.53,88 |
| 3  | Marijke Groenewoud | Team Zaanlander            | 1.53,99 |
| 4  | Melissa Wijfje     | Team Zaanlander            | 1.54,01 |
| 5  | Irene Schouten     | Team Zaanlander            | 1.54,18 |
| 6  | Elisa Dul          | Team Zaanlander            | 1.54,68 |
| 7  | Joy Beune          | Team Jumbo-Visma           | 1.54,96 |
| 8  | Jutta Leerdam      | Team Worldstream-Corendon  | 1.55,73 |
| 9  | Reina Anema        | Team Jumbo-Visma           | 1.55,74 |
| 10 | Sanneke de Neeling | Gewest Friesland           | 1.56,96 |
| 11 | Robin Groot        | Team Jumbo-Visma           | 1.57,28 |
| 12 | Isabelle van Elst  | Team Worldstream-Corendon  | 1.57,89 |
| 13 | Jorien ter Mors    | Team IKO                   | 1.58,21 |
| 14 | Myrthe de Boer     | Gewest Friesland           | 1.58,30 |
| 15 | Gioya Lancee       | Team Worldstream-Corendon  | 1.58,31 |
| 16 | Lotte van Beek     | Gewest Friesland           | 1.58,51 |
| 17 | Helga Drost        | Gewest Friesland           | 1.59,76 |
| 18 | Aveline Hijlkema   | Team FrySk                 | 1.59,90 |
| 19 | Isabel Grevelt     | KNSB Talent Team Noordwest | 2.00,25 |
| 20 | Chloé Hoogendoorn  |                            | 2.02,81 |

| #  | Afstand    | Nr. | Schaatsster         |
| -- | ---------- | --- | ------------------- |
| 1  | 5.000 m    | 1e  |                     |
| 2  | massastart | 1e  |                     |
| 3  | 3.000 m    | 1e  | Irene Schouten      |
| 4  | 3.000 m    | 2e  | Antoinette de Jong  |
| 5  | 500 m      | 1e  | Femke Kok           |
| 6  | 1.000 m    | 1e  | Jutta Leerdam       |
| 7  | 1.500 m    | 1e  | Antoinette de Jong  |
| 8  | 5.000 m    | 2e  |                     |
| 9  | 1.500 m    | 2e  | Ireen Wüst          |
| 10 | 1.000 m    | 2e  | Antoinette de Jong  |
| 11 | 3.000 m    | 3e  | Carlijn Achtereekte |
| 12 | 1.500 m    | 3e  | Marijke Groenewoud  |
| 13 | 1.000 m    | 3e  | Ireen Wüst          |
| 14 | 500 m      | 2e  | Jutta Leerdam       |
| 15 | 500 m      | 3e  | Michelle de Jong    |

#### 5000 meter
| #  | Schaatsster         | Ploeg                     | Tijd    |
| -- | ------------------- | ------------------------- | ------- |
| 1  | Irene Schouten      | Team Zaanlander           | 6.50,48 |
| 2  | Sanne in 't Hof     | Gewest Friesland          | 6.55,14 |
| 3  | Carlijn Achtereekte | Team Jumbo-Visma          | 6.55,17 |
| 4  | Merel Conijn        | Team Worldstream-Corendon | 6.55,27 |
| 5  | Joy Beune           | Team Jumbo-Visma          | 6.59,65 |
| 6  | Reina Anema         | Team Jumbo-Visma          | 7.05,40 |
| 7  | Melissa Wijfje      | Team Zaanlander           | 7.07,30 |
| 8  | Aveline Hijlkema    | Team FrySk                | 7.10,46 |
| 9  | Esmee Visser        | Team IKO                  | 7.13,38 |
| 10 | Robin Groot         | Team Jumbo-Visma          | 7.20,77 |
| 11 | Myrthe de Boer      | Gewest Friesland          | 7.25,07 |

| #  | Afstand    | Nr. | Schaatsster         |
| -- | ---------- | --- | ------------------- |
| 1  | 5.000 m    | 1e  | Irene Schouten      |
| 2  | massastart | 1e  |                     |
| 3  | 3.000 m    | 1e  | Irene Schouten      |
| 4  | 3.000 m    | 2e  | Antoinette de Jong  |
| 5  | 500 m      | 1e  | Femke Kok           |
| 6  | 1.000 m    | 1e  | Jutta Leerdam       |
| 7  | 1.500 m    | 1e  | Antoinette de Jong  |
| 8  | 5.000 m    | 2e  | Sanne in 't Hof     |
| 9  | 1.500 m    | 2e  | Ireen Wüst          |
| 10 | 1.000 m    | 2e  | Antoinette de Jong  |
| 11 | 3.000 m    | 3e  | Carlijn Achtereekte |
| 12 | 1.500 m    | 3e  | Marijke Groenewoud  |
| 13 | 1.000 m    | 3e  | Ireen Wüst          |
| 14 | 500 m      | 2e  | Jutta Leerdam       |
| 15 | 500 m      | 3e  | Michelle de Jong    |

## Plaatsingen
Door middel van het Olympisch kwalificatietoernooi wordt de plaatsing bepaald voor een viertal evenementen in 2022. Naast de Olympische Winterspelen zijn dat het Europees kampioenschap afstanden, het WK allround en het WK sprint.

### Olympische Winterspelen
Na 30 december 2021, toen het OKT achter de rug was, nam de selectiecommissie nog een paar dagen de tijd voor de definitieve samenstelling van de olympische equipe. De olympische selectie werd bekendgemaakt op zondag 2 januari 2022, en ziet er als volgt uit:

#### Mannen
| #           | Schaatser          | 500 m     | 1.000 m   | 1.500 m   | 5.000 m   | 10.000 m  | MS        | TP        |
| Geplaatst   | Geplaatst          | Geplaatst | Geplaatst | Geplaatst | Geplaatst | Geplaatst | Geplaatst | Geplaatst |
| ----------- | ------------------ | --------- | --------- | --------- | --------- | --------- | --------- | --------- |
| 1.          | Thomas Krol        | 4e        | 1e        | 2e        |           |           |           |           |
| 2.          | Patrick Roest      |           |           | 4e        | 1e        | 2e        |           | Ja        |
| 3.          | Kjeld Nuis         | 6e        | 4e        | 1e        |           |           |           |           |
| 4.          | Kai Verbij         | 3e        | 2e        |           |           |           |           |           |
| 5.          | Jorrit Bergsma     |           |           |           | 2e        | 1e        | Ja        |           |
| 6.          | Merijn Scheperkamp | 1e        | 6e        | 8e        |           |           |           |           |
| 7.          | Hein Otterspeer    | 8e        | 3e        |           |           |           |           |           |
| 8.          | Sven Kramer        |           |           |           | 3e        |           | Ja        | Ja        |
| 9.          | Marcel Bosker      |           |           | 5e        | 4e        | 7e        |           | Ja        |
| Uitgesloten |                    |           |           |           |           |           |           |           |
| 10.         | Tijmen Snel        | 7e        | 5e        | 3e        |           |           |           |           |
| 11.         | Dai Dai N'tab      | 2e        | 7e        |           |           |           |           |           |

#### Vrouwen
| #           | Schaatsster         | 500 m     | 1.000 m   | 1.500 m   | 3.000 m   | 5.000 m   | MS        | TP        |
| Geplaatst   | Geplaatst           | Geplaatst | Geplaatst | Geplaatst | Geplaatst | Geplaatst | Geplaatst | Geplaatst |
| ----------- | ------------------- | --------- | --------- | --------- | --------- | --------- | --------- | --------- |
| 1.          | Irene Schouten      |           |           | 5e        | 1e        | 1e        | Ja        | Ja        |
| 2.          | Antoinette de Jong  |           | 2e        | 1e        | 2e        |           |           | Ja        |
| 3.          | Femke Kok           | 1e        | 6e        |           |           |           |           |           |
| 4.          | Jutta Leerdam       | 2e        | 1e        | 8e        |           |           |           |           |
| 5.          | Sanne in 't Hof     |           |           |           | 9e        | 2e        |           |           |
| 6.          | Ireen Wüst          |           | 3e        | 2e        | 7e        |           |           | Ja        |
| 7.          | Carlijn Achtereekte |           |           |           | 3e        | 3e        |           |           |
| 8.          | Marijke Groenewoud  |           | 7e        | 3e        |           |           | Ja        |           |
| 9.          | Michelle de Jong    | 3e        | 4e        |           |           |           |           |           |
| Uitgesloten |                     |           |           |           |           |           |           |           |

### Europees kampioenschap afstanden
De selectie voor de Europese kampioenschappen schaatsen 2022 op 7 - 9 januari in Thialf Heerenveen ziet er als volgt uit: 

#### Mannen
| #         | Schaatser          | 500 m     | 1.000 m   | 1.500 m   | 5.000 m   | MS        | TS        | TP        |
| Geplaatst | Geplaatst          | Geplaatst | Geplaatst | Geplaatst | Geplaatst | Geplaatst | Geplaatst | Geplaatst |
| --------- | ------------------ | --------- | --------- | --------- | --------- | --------- | --------- | --------- |
| 1.        | Thomas Krol        | 4e        | 1e        | 2e        |           |           |           |           |
| 2.        | Patrick Roest      |           |           | 4e        | 1e        |           |           | Ja        |
| 3.        | Kjeld Nuis         | 6e        | 4e        | 1e        |           |           |           |           |
| 4.        | Kai Verbij         | 3e        | 2e        |           |           |           | Ja        |           |
| 5.        | Jorrit Bergsma     |           |           |           | 2e        | Ja        |           |           |
| 6.        | Merijn Scheperkamp | 1e        | 6e        | 8e        |           |           | Ja        |           |
| 7.        | Tijmen Snel        | 6e        | 5e        | 3e        |           |           | Ja        |           |
| 8.        | Dai Dai N'tab      | 2e        | 7e        |           |           |           |           |           |
| 9.        | Sven Kramer        |           |           |           | 3e        |           |           | Ja        |
| 10.       | Marcel Bosker      |           |           | 5e        | 4e        | Ja        |           | Ja        |
| Afgemeld  |                    |           |           |           |           |           |           |           |
| 7.        | Hein Otterspeer    | 8e        | 3e        |           |           |           |           |           |

#### Vrouwen
| #         | Schaatsster         | 500 m     | 1.000 m   | 1.500 m   | 3.000 m   | MS        | TS        | TP        |
| Geplaatst | Geplaatst           | Geplaatst | Geplaatst | Geplaatst | Geplaatst | Geplaatst | Geplaatst | Geplaatst |
| --------- | ------------------- | --------- | --------- | --------- | --------- | --------- | --------- | --------- |
| 1.        | Irene Schouten      |           |           | 5e        | 1e        | Ja        |           | Ja        |
| 2.        | Antoinette de Jong  |           | 2e        | 1e        | 2e        |           |           | Ja        |
| 3.        | Femke Kok           | 1e        | 6e        |           |           |           | Ja        |           |
| 4.        | Jutta Leerdam       | 2e        | 1e        | 8e        |           |           |           |           |
| 5.        | Ireen Wüst          |           | 3e        | 2e        | 7e        |           |           | Ja        |
| 6.        | Carlijn Achtereekte |           |           |           | 3e        |           |           |           |
| 7.        | Marijke Groenewoud  |           | 7e        | 3e.       |           | Ja        | Ja        |           |
| 8.        | Michelle de Jong    | 3e        | 4e        |           |           |           | Ja        |           |
| 9.        | Dione Voskamp       | 4e        |           |           |           |           |           |           |
| 10.       |                     |           |           |           |           |           |           |           |
| Afgemeld  |                     |           |           |           |           |           |           |           |

### WK allround
Voor het WK allround op 5 en 6 maart 2022 in het Vikingskipet in Hamar, Noorwegen zijn er twee plekken te verdienen per geslacht. De derde startplek per sekse wordt vergeven op het NK allround 2022 op 22-23 januari 2022.

#### Mannen
| # | Schaatser       | Punten | 1.500 m | 5.000 m |
| - | --------------- | ------ | ------- | ------- |
| 1 | Patrick Roest   | 71,964 | 1.45,30 | 6.08,64 |
| 2 | Marcel Bosker   | 72,576 | 1.45,65 | 6.13,60 |
| 3 | Jan Blokhuijsen | 73,869 | 1.47,06 | 6.21,83 |
| 4 | Lex Dijkstra    | 74,604 | 1.48,06 | 6.25,84 |
| 5 | Chris Huizinga  | 74,944 | 1.47,73 | 6.30,34 |
| 6 | Yves Vergeer    | 75,138 | 1.47,57 | 6.32,82 |

#### Vrouwen
| # | Schaatsster        | Punten | 1.500 m | 3.000 m |
| - | ------------------ | ------ | ------- | ------- |
| 1 | Irene Schouten     | 77,335 | 1.54,18 | 3.55,65 |
| 2 | Antoinette de Jong | 77,463 | 1.53,62 | 3.57,54 |
| 3 | Melissa Wijfje     | 78,314 | 1.54,01 | 4.01,87 |
| 4 | Joy Beune          | 78,315 | 1.54,96 | 3.59,97 |
| 5 | Ireen Wüst         | 78,398 | 1.53,88 | 4.02,63 |
| 6 | Reina Anema        | 79,220 | 1.55,74 | 4.03,84 |
| 7 | Robin Groot        | 80,458 | 1.57,28 | 4.08,19 |
| 8 | Aveline Hijlkema   | 81,636 | 1.59,90 | 4.10,02 |

### WK sprint
Voor het WK sprint op 3 en 4 maart 2022 in het Vikingskipet in Hamar, Noorwegen zijn er twee plaatsen te verdienen per geslacht. De derde startplek per sekse wordt vergeven op het NK sprint 2022 op 22 en 23 januari 2022 te Heerenveen.

#### Mannen
| # | Schaatser          | Punten | 500 m | 1.000 m |
| - | ------------------ | ------ | ----- | ------- |
| 1 | Kai Verbij         | 68,310 | 34,57 | 1.07,48 |
| 1 | Thomas Krol        | 68,310 | 34,69 | 1.07,24 |
| 3 | Merijn Scheperkamp | 68,525 | 34,45 | 1.08,15 |
| 4 | Kjeld Nuis         | 68,630 | 34,81 | 1.07,64 |
| 5 | Hein Otterspeer    | 68,650 | 34,89 | 1.07,52 |
| 6 | Dai Dai N'tab      | 68,855 | 34,53 | 1.08,65 |
| 7 | Tijmen Snel        | 68,870 | 34,82 | 1.08,10 |
| 8 | Gijs Esders        | 69,445 | 34,99 | 1.08,91 |

#### Vrouwen
| # | Schaatsster       | Punten | 500 m | 1.000 m |
| - | ----------------- | ------ | ----- | ------- |
| 1 | Jutta Leerdam     | 74,365 | 37,32 | 1.14,09 |
| 2 | Femke Kok         | 74,870 | 37,30 | 1.15,14 |
| 3 | Michelle de Jong  | 74,975 | 37,53 | 1.14,89 |
| 4 | Suzanne Schulting | 75,500 | 37,79 | 1.15,42 |
| 5 | Marrit Fledderus  | 75,570 | 37,83 | 1.15,48 |
| 6 | Helga Drost       | 75,910 | 38,00 | 1.15,82 |
| 7 | Letitia de Jong   | 76,075 | 38,23 | 1.15,69 |
| 8 | Isabelle van Elst | 76,215 | 38,23 | 1.15,97 |

Heerenveen 2002 ·
Heerenveen 2006 · 
Heerenveen 2010 · 
Heerenveen 2014 · 
Heerenveen 2018 · 
Heerenveen 2022